# Edwin Stanley
Pour les articles homonymes, voir Stanley.

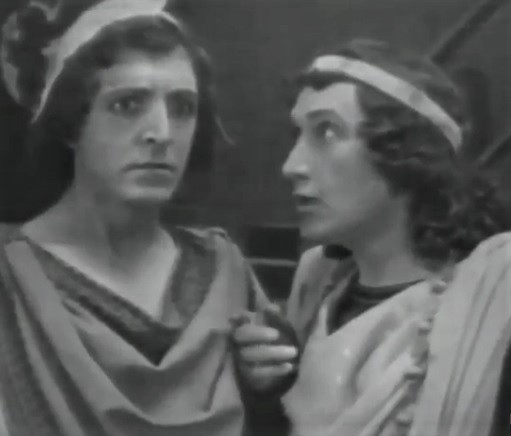
À g., dans King Lear (1916), avec Hector Dion

Edwin Stanley, né le 22 novembre 1880 à Chicago (Illinois) et mort le 25 décembre 1944 à Los Angeles (quartier d'Hollywood, Californie), est un acteur américain (parfois crédité Ed Stanley).

## Biographie
Au cinéma, durant la période du muet, Edwin Stanley contribue à seize films américains sortis entre 1916 et 1920, dont King Lear d'Ernest C. Warde (1916, avec Frederick Warde dans le rôle-titre) et Every Mother's Son de Raoul Walsh (1918, avec Charlotte Walker).
Il ne revient ensuite à l'écran qu'après le passage au parlant et collabore (comme second rôle ou dans des petits rôles non crédités) à deux-cent-trente-quatre autres films américains — dont des westerns et serials —, les cinq premiers sortis en 1932 ; les quatre derniers sortent en 1945-1946 (après sa mort à 64 ans, fin 1944), dont La mort n'était pas au rendez-vous de Curtis Bernhardt (1945, avec Humphrey Bogart et Alexis Smith).
Mentionnons également Sa femme de J. Walter Ruben (1933, avec Irene Dunne et Charles Bickford), Agent double de Lloyd Bacon (1939, avec Joel McCrea et Brenda Marshall) et L'Homme qui vint dîner de William Keighley (1942, avec Bette Davis et Monty Woolley).
Au théâtre, Edwin Stanley joue notamment à Broadway (New York) dans trois pièces, la première en 1926 étant L'Affaire Donovan d'Owen Davis (avec Ray Collins et Paul Harvey), adaptée au cinéma en 1929 sous le même titre ; la deuxième est représentée en 1929 ; la troisième est This Man's Town de Willard Robertson (1930, avec l'auteur et Marjorie Main).

## Filmographie partielle
- 1916 : King Lear d'Ernest C. Warde : Edgar
- 1917 : The Dummy (en) de Francis J. Grandon : M. Meredith
- 1918 : Every Mother's Son de Raoul Walsh : le fils aîné
- 1920 : Sous la griffe (en) (Life) de Travers Vale : Dennis O'Brien
- 1932 : Rockabye de George Cukor et George Fitzmaurice : l'avocat de la défense
- 1932 : Si j'avais un million (If I Had a Million) de James Cruze et autres (film à sketches) : M. Galloway
- 1933 : Sa femme (No Other Woman) de J. Walter Ruben : le juge
- 1933 : La Profession d'Ann Carver (Ann Carver's Profession) d'Edward Buzzell
- 1933 : College Coach de William A. Wellman : le régent
- 1934 : You Belong to Me d'Alfred L. Werker : Major Hurley
- 1935 : Bureau des épaves (Stranded) de Frank Borzage : le médecin-légiste
- 1936 : Une fine mouche (Libeled Lady) de Jack Conway : un employé
- 1936 : The Public Pays d'Errol Taggart (en) (court métrage) : John Allgren
- 1937 : Femmes marquées (Married Woman) de Lloyd Bacon : Détective Casey
- 1937 : Dick Tracy (en), serial d'Alan James et Ray Taylor : Walter Odette
- 1937 : Stella Dallas de King Vidor : le majordome d'Helen
- 1938 : Femmes délaissées  (Wives Under Suspicion) de James Whale : le juge Forbes
- 1938 : Les Nouvelles Aventures de Flash Gordon (en) (Flash Gordon's Trip to Mars), serial de Ford Beebe et Robert F. Hill : Général Rankin (ch. 1 et 9)
- 1938 : Vous ne l'emporterez pas avec vous (You Can't Take It With You) de Frank Capra : un cadre de la banque
- 1938 : Nuits de bal (The Sisters) d'Anatole Litvak : un docteur
- 1938 : Le Retour de Billy the Kid (Billy the Kid Returns) de Joseph Kane : Nathaniel Moore
- 1939 : La Dame des tropiques (Lady of the Tropics) de Jack Conway : M. Hype
- 1939 : Hommes sans loi (King of the Underworld) de Lewis Seiler : Dr Jacobs
- 1939 : Frou-frou de Broadway (The Star Maker) de Roy Del Ruth : un membre du club Gerry
- 1939 : Agent double (Espionage Agent) de Lloyd Bacon : le Secrétaire d'État
- 1939 : The Phantom Creeps (en), serial de Ford Beebe et Saul A. Goodking : Dr Fred Mallory
- 1939 : Ninotchka d'Ernst Lubitsch : l'avocat soviétique
- 1939 : Divorcé malgré lui (Eternally Yours) de Tay Garnett : l'avocat Jones
- 1940 : Vendredi 13 (Black Friday) d'Arthur Lubin : Dr Warner
- 1940 : André Hardy va dans le monde (Andy Hardy Meets Debutante) de George B. Seitz : un juge
- 1940 : L'Homme qui parlait trop (The Man Who Talked Too Much) de Vincent Sherman
- 1941 : Le Visage derrière le masque (The Face Behind the Mask) de Robert Florey : Dr Alex Beckett
- 1941 : Suicide ou Crime (A Man Betrayed) de John H. Auer : le procureur
- 1941 : The Night of January 16th de William Clemens
- 1941 : Sergent York (Sergeant York) d'Howard Hawks : un rédacteur en chef
- 1942 : Gentleman Jim de Raoul Walsh : le président de la banque McInnes
- 1942 : Blue, White and Perfect d'Herbert I. Leeds : le docteur du bateau
- 1942 : L'Homme qui vint dîner (The Man Who Came to Dinner) de William Keighley : John
- 1942 : Girl Trouble de Harold D. Schuster
- 1942 : The Loves of Edgar Allan Poe d'Harry Lachman : Dr Moran
- 1942 : La Jungle rugit (Drums of the Congo) de Christy Cabanne : le colonel S.C. Robinson (crédité Ed Stanley)
- 1943 : Le Chant de Bernadette (The Song of Bernadette) de Henry King : M. Jones
- 1943 : L'Ombre d'un doute (Shadow of a Doubht) de Alfred Hitchcock : M. Green
- 1944 : Le Juré disparu (The Missing Juror) de Oscar Boetticher Jr.
- 1944 : Le bonheur est pour demain (And Now Tomorrow) de Irving Pichel : M. Raines
- 1944 : Heavenly Days d'Howard Estabrook : le vice-président Wallace
- 1944 : Buffalo Bill de William A. Wellman : un docteur
- 1945 : La mort n'était pas au rendez-vous (Conflict) de Curtis Bernhardt : Phillips
- 1945 : La Blonde incendiaire (Incendiary Blonde) de George Marshall : M. Zweigler
- 1946 : Révolte à bord (Two Years Before the Mask) de John Farrow : Blake

## Théâtre à Broadway (intégrale)
- 1926 : L'Affaire Donovan (The Donovan Affair) d'Owen Davis : Horace Carter
- 1929 : The Marriage Bed d'Ernest Pascal (en) : Andrew Trask
- 1930 : The Man's Town de Willard Robertson : Murphy